# Amakusa Airlines
 (mars 2025).
Si vous disposez d'ouvrages ou d'articles de référence ou si vous connaissez des sites web de qualité traitant du thème abordé ici, merci de compléter l'article en donnant les références utiles à sa vérifiabilité et en les liant à la section « Notes et références ».
 (mars 2025).
 (mars 2025).
La mise en forme du texte ne suit pas les recommandations de Wikipédia : il faut le « wikifier ».
Les points d'amélioration suivants sont les cas les plus fréquents. Le détail des points à revoir est peut-être précisé sur la page de discussion.
- Les titres sont pré-formatés par le logiciel. Ils ne sont ni en capitales, ni en gras.
- Le texte ne doit pas être écrit en capitales (les noms de famille non plus), ni en gras, ni en italique, ni en « petit »…
- Le gras n'est utilisé que pour surligner le titre de l'article dans l'introduction, une seule fois.
- L'italique est rarement utilisé : mots en langue étrangère, titres d'œuvres, noms de bateaux, etc.
- Les citations ne sont pas en italique mais en corps de texte normal. Elles sont entourées par des guillemets français : « et ».
- Les listes à puces sont à éviter, des paragraphes rédigés étant largement préférés. Les tableaux sont à réserver à la présentation de données structurées (résultats, etc.).
- Les appels de note de bas de page (petits chiffres en exposant, introduits par l'outil «  Source ») sont à placer entre la fin de phrase et le point final[comme ça].
- Les liens internes (vers d'autres articles de Wikipédia) sont à choisir avec parcimonie. Créez des liens vers des articles approfondissant le sujet. Les termes génériques sans rapport avec le sujet sont à éviter, ainsi que les répétitions de liens vers un même terme.
- Les liens externes sont à placer uniquement dans une section « Liens externes », à la fin de l'article. Ces liens sont à choisir avec parcimonie suivant les règles définies. Si un lien sert de source à l'article, son insertion dans le texte est à faire par les notes de bas de page.
- La présentation des références doit suivre les conventions bibliographiques. Il est recommandé d'utiliser les modèles {{Ouvrage}}, {{Chapitre}}, {{Article}}, {{Lien web}} et/ou {{Bibliographie}}. Le mode d'édition visuel peut mettre en forme automatiquement les références.
- Insérer une infobox (cadre d'informations à droite) n'est pas obligatoire pour parachever la mise en page.

Pour une aide détaillée, merci de consulter Aide:Wikification.
Si vous pensez que ces points ont été résolus, vous pouvez retirer ce bandeau et améliorer la mise en forme d'un autre article.
(天草エアライン株式会社, Amakusa Earain Kabushiki-gaisha ) est une compagnie aérienne basée à Amakusa, dans la préfecture de Kumamoto, au Japon. Elle exploite des services régionaux depuis et vers Amakusa. Sa base principale est l'aérodrome d'Amakusa, avec une ville ciblée à l'aéroport de Kumamoto.
| |                                        |                   |
| \| IATA \| OACI \| Indicatif d'appel \| \| ---- \| ---- \| ----------------- \| \| MZ \| AHX \| AMAKUSA AIR \| |                                        |                   |
| Fondé | 12 octobre 1998 ; il y a 26 ans        |                   |
| Début des opérations                                                                                           | 23 mars 2000 ; il y a 24 ans           |                   |
| Moyeux | Aérodrome d'Amakusa                    |                   |
| Villes ciblées                                                                                                 | Aéroport de Kumamoto                   |                   |
| Taille de la flotte                                                                                            | 1                                      |                   |
| Destinations                                                                                                   | 3                                      |                   |
| Quartier général                                                                                               | Amakusa, préfecture de Kumamoto, Japon |                   |
| Personnes clés                                                                                                 | Toru Okushima ( PDG )                  |                   |
| Site web | www.amx.co.jp                          |                   |
| IATA | OACI                                   | Indicatif d'appel |
| MZ | AHX                                    | AMAKUSA AIR       |

## Histoire
La compagnie aérienne a été créée le 12 octobre 1998 et a commencé ses opérations le 23 mars 2000, avec des vols d'Amakusa à Fukuoka et Kumamoto. Elle est détenue par la municipalité (80 %) et Japan Airlines. Le 1er octobre 2004, elle a commencé à desservir Kumamoto et Matsuyama. Le 18 avril 2006, elle avait transporté plus de 50 000 passagers. Le 1er septembre 2008, elle a interrompu la liaison entre Kumamoto et Matsuyama. Trois jours plus tard, le 4 septembre, elle a repris la liaison entre Kumamoto et Kobe. Le 31 mars 2010, elle a interrompu la liaison entre Kumamoto et Kobe.
En 2015, Amakusa Airlines a annoncé que la flotte avec 1 des 2 ATR 42-600 a été livrée avec 3 autres options tandis que le Dash 8 a été transféré à Oriental Air Bridge. Amakusa Airlines pourra à l'avenir voler entre Amakusa et Kagoshima, Miyazaki, Kochi, Oita, Osaka, Fukuoka, Hiroshima ainsi que Tsushima.

## Destinations
Amakusa Airlines dessert les destinations suivantes (en mars 2025) : 
| Ville     | Île     | IATA   | OACI | Aéroport                      | Remarques     | Réf. |
| --------- | ------- | ------ | ---- | ----------------------------- | ------------- | ---- |
| Amakusa   | Kyushu  | AXJ    | RJDA | Aérodrome d'Amakusa           | Hub principal |      |
| Fukuoka   | Kyushu  | Putain | RJFF | Aéroport de Fukuoka           |               |      |
| Kobe      | Honshu  | UKB    | RJBE | Aéroport de Kobe              | Terminé       |      |
| Kumamoto  | Kyushu  | KMJ    | RJFT | Aéroport de Kumamoto          | Ville ciblée  |      |
| Matsuyama | Shikoku | MYJ    | RJOM | Aéroport de Matsuyama         | Terminé       |      |
| Kagoshima | Kyushu  | KOJ    | RJFK | Aéroport de Kagoshima         | Terminé       |      |
| Osaka     | Honshu  | ITM    | RJOO | Aéroport d'Itami              |               |      |
| Tsushima  | Kyushu  | TSG    | RJTD | Aeroport de Tsushima-Yamaneko | Terminé       |      |
| Oita      | Kyushu  | OIT    | RJFO | Aéroport d'Oita               | Terminé       |      |

### Accords de partage de codes
Amakusa Airlines partage des codes avec les compagnies aériennes suivantes :
- All Nippon Airways
- Japan Airlines

## Flotte

### Flotte actuelle
La flotte d'Amakusa Airlines se compose des appareils suivants (en mars 2025) :
| Aéronef    | En flotte | Sur commande | Passagers |
| ---------- | --------- | ------------ | --------- |
| ATR 42-600 | 1         | 1            | 48        |
| Total      | 1         | 1            |           |

### Ancienne flotte
Amakusa Airlines a également exploité les avions suivants dans le passé :
| Aéronef                        | Total |
| ------------------------------ | ----- |
| De Havilland Canada Dash-8 100 | 1     |
| Eurocopter Dauphin             | 1     |